# 埼玉県道89号川口停車場線

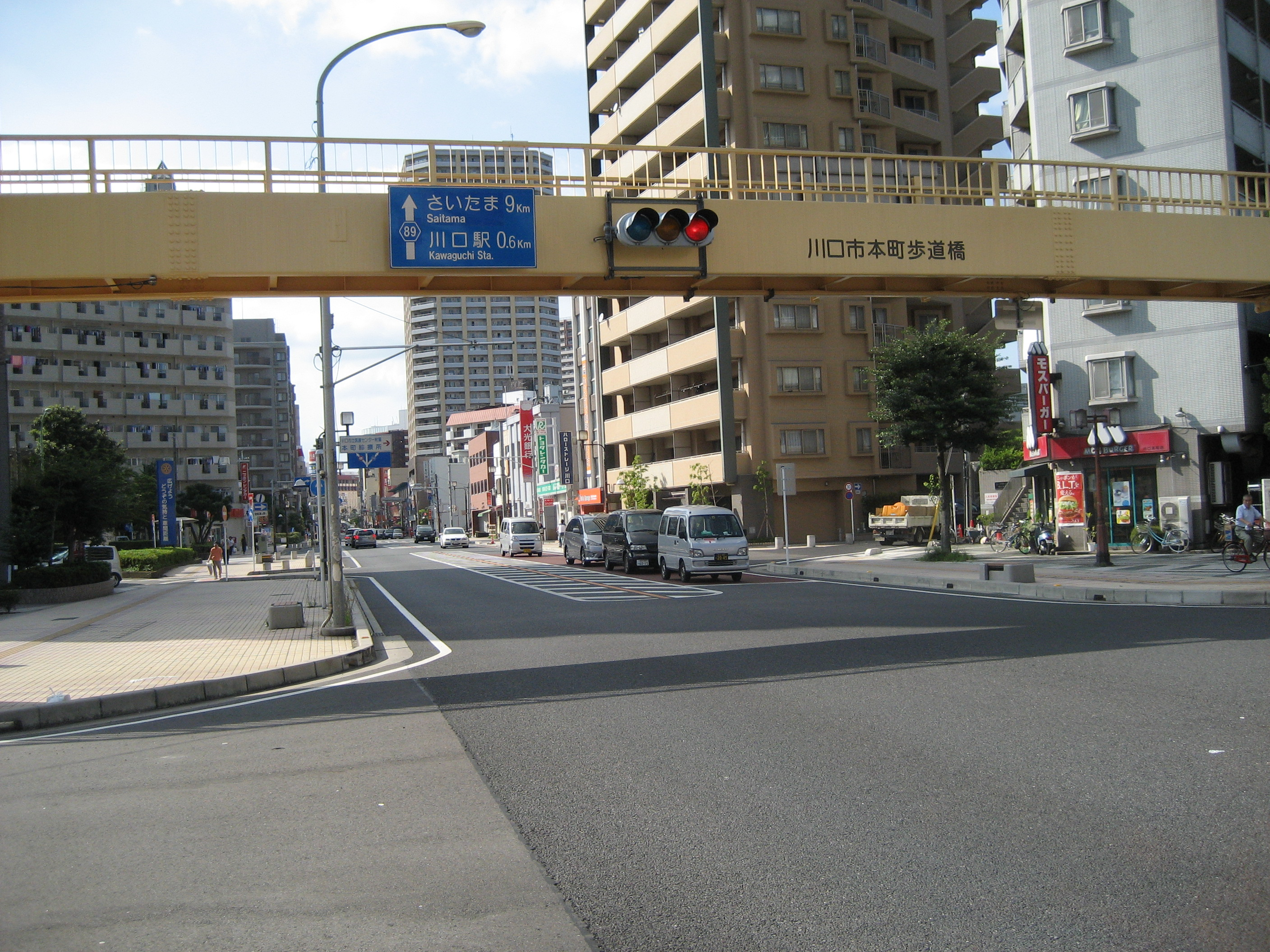
川口市本町

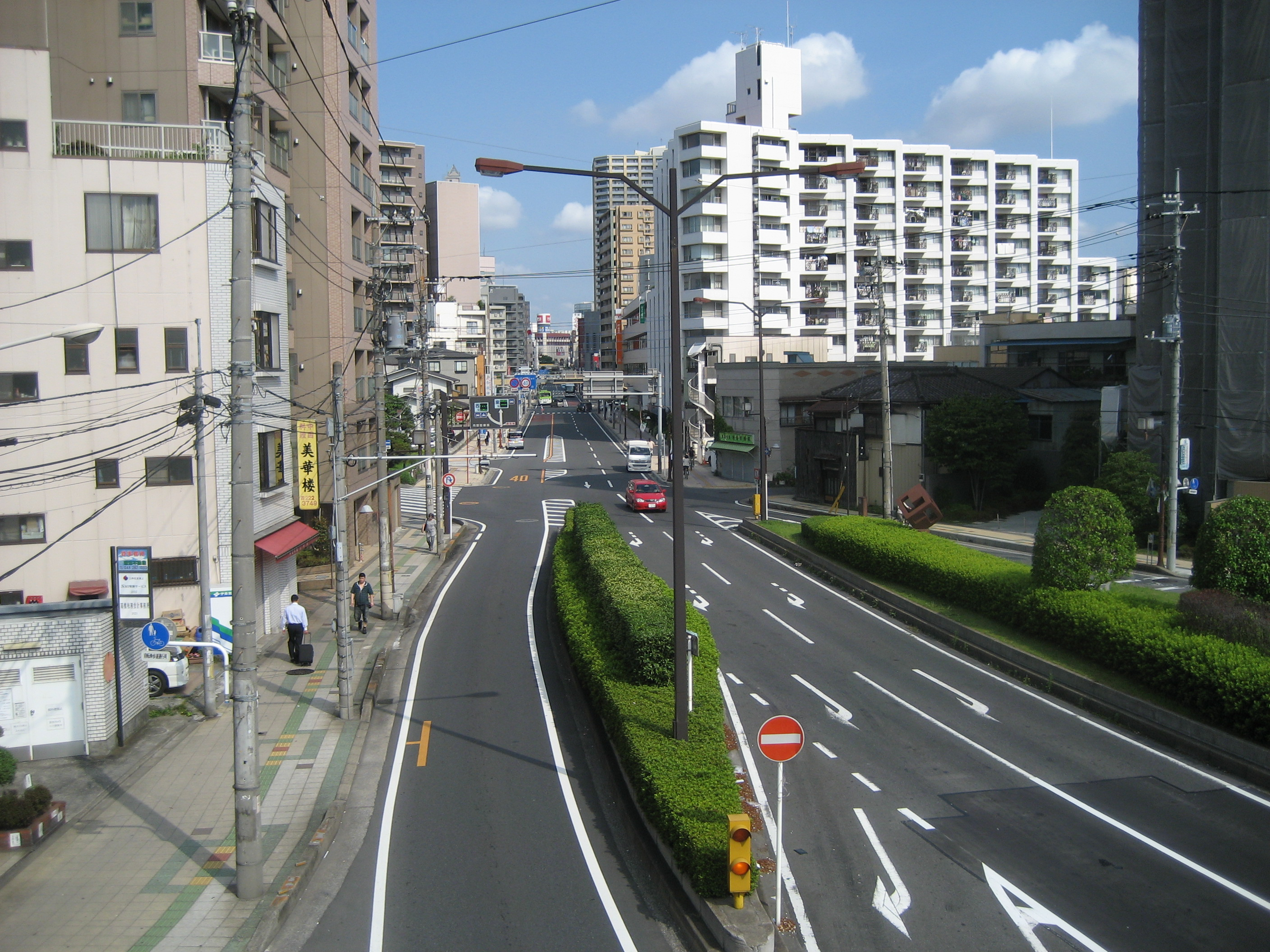
本町ロータリー交差点から川口駅方向を望む

埼玉県道89号川口停車場線（さいたまけんどう89ごう かわぐちていしゃじょうせん）は、埼玉県川口市の川口駅東口交差点から同市本町ロータリー交差点に至る県道である。

## 概要
JR京浜東北線川口駅と国道122号（岩槻街道）を結ぶ道路である。通称は「本町大通り」、または川口市道および埼玉県道35号川口上尾線と合わせて「産業道路」と呼ばれる。
- 実延長：785m[1]

### 交通データ
- 平成22年（2010年）度道路交通センサスによる川口停車場線の交通データについて、以下の通りになっている（観測地点：川口市本町4-1）[5]。
  - 24時間自動車交通量では上下合わせて、小型車10,968台、大型車1,694台、合計12,662台。
  - 幅員構成では、道路部幅員20.00ｍ、道路幅員11.50m、車道幅員10.50m、歩道幅員は上り4.50m、下り4.00m。

## 歴史

### 年表
- 1955年（昭和30年）4月1日：埼玉県告示第206号により、埼玉県道に認定される[2]。

## 地理

### 通過する自治体
- 埼玉県
  - 川口市

### 交差する道路
| 交差する道路            | 交差点名       | 所在地 | 所在地 | 備考 |
| ----------------------- | -------------- | ------ | ------ | ---- |
| 埼玉県道332号根岸本町線 | 本町三丁目     | 川口市 | 本町   | 起点 |
| 国道122号（岩槻街道）   | 本町ロータリー | 川口市 | 本町   | 終点 |

### 沿線
- 川口駅
- 川口警察署川口駅前交番
- そごう川口店
- 大光銀行川口支店
- 川口神社
- 川口郵便局（ゆうちょ銀行川口店併設）
- 川口市消防局南消防署・中央分署
- 川口警察署川口中央地区連絡派出所